# Nitroaminy

Wzór ogólny nitroamin

Nitroaminy – grupa związków organicznych zawierających grupę nitrową NO2 związaną bezpośrednio z atomem azotu aminy. Nitroaminy można rozpatrywać jako alkilowe lub arylowe pochodne nitramidu, tj. amidu kwasu azotowego, H2N–NO2.

## Budowa i właściwości
W zależności od struktury części aminowej wyróżnia się nitroaminy pierwszorzędowe RHN–NO2 i drugorzędowe R2N–NO2. Ze względu na elektronoakceptorowe właściwości grupy nitrowej, nitroaminy nie mają właściwości zasadowych. Nitroaminy pierwszorzędowe wykazują właściwości kwasowe (pKa ok. 5,6), ok. 10× słabsze niż proste kwasy karboksylowe.
Nitramid i nitroaminy wykazują właściwości wybuchowe.

## Zastosowanie
Nitroaminy są szeroko stosowane do celów wojskowych jako kruszące materiały wybuchowe, np. heksogen, oktogen i tetryl.